# Горст Ельфе
Горст Ельфе (нім. Horst Elfe; 23 квітня 1917, Алленштайн — 20 липня 2008, Берлін) — німецький економіст, менеджер і офіцер-підводник, капітан-лейтенант крігсмаріне.

## Біографія
3 квітня 1936 року вступив на флот. З 21 грудня 1940 по 5 жовтня 1941 року — командир підводного човна U-139, на якому здійснив 2 походи (разом 25 днів у морі), з 6 жовтня 1941 року — U-93, на якому здійснив 2 походи (разом 59 днів у морі). 15 січня 1942 року U-93 був потоплений в Північній Атлантиці північно-східніше Мадейри (36°40′ пн. ш. 15°52′ зх. д.) глибинними бомбами британського есмінця «Гесперус». 6 членів екіпажу загинули, 40 (включаючи Ельфе) були врятовані і взяті в полон. Ельфе утримувався в таборі в Канаді. 1 квітня 1947 року звільнений.
В 1947 році розпочав навчання на фабричного торговця в компанії AEG в Дюссельдорфі і Касселі. До завершення навчання в 1949 році склав іспит перекладача з англійської і французької мови, також володів данською мовою. Після завершення навчання працював в головному офісі AEG в Західному Берліні. В 1953 році перейшов в Dellschau-Stahlbau GmbH в якості повіреного, а в 1957 році став членом правління. З 1964 року — член ради директорів Deutsche Eisenhandel AG. З 1966 року — член Берлінської торгово-промислової палати, з 1970 року — член виконавчого комітету, з 1974 року — віце-президент, з 1976 по 1984 рік — президент. З 1961 року — член, з 1967 року — президент Ротарі-клубу «Берлін-Південь». Окрім цього, Ельфе був членом численних торгово-промислових організацій і контрольних рад різноманітних компаній.

## Оцінка сучасників
22 липня 2008 року президент Берлінської торгово-промислової палати Ерік Швайцер заявив з приводу смерті Ельфе: «Ми оплакуємо втрату людини, яка надала значну послугу економіці Берліна.»

## Сім'я
Був одружений, В 1955 році в пари народився син.

## Звання
- Кандидат в офіцери (3 квітня 1936)
- Морський кадет (10 вересня 1936)
- Фенріх-цур-зее (1 травня 1937)
- Оберфенріх-цур-зее (1 липня 1938)
- Лейтенант-цур-зее (1 жовтня 1938)
- Оберлейтенант-цур-зее (1 жовтня 1940)
- Капітан-лейтенант (1 квітня 1943)

## Нагороди
- Залізний хрест
  - 2-го класу (22 липня 1940)
  - 1-го класу (листопад 1940)
- Нагрудний знак підводника (6 серпня 1940)
- Орден «За заслуги перед Федеративною Республікою Німеччина», великий офіцерський хрест (1982)
- Плакета Ернста Ройтера (1984)
- Орден Почесного легіону, лицарський хрест (Франція)
- Орден Британської імперії, офіцерський хрест
- Почесний сенатор Берлінського технічного університету
- Почесний голова Берлінської торгово-промислової палати